# سازمان سینمایی کشور
سازمان امور سینمایی و سمعی بصری معروف به سازمان سینمایی کشور یک سازمان زیرمجموعه وزارت فرهنگ و ارشاد اسلامی ایران است که مسئولیت رسیدگی به امور سینمایی و شبکه‌های نمایش خانگی را بر عهده دارد. رئیس فعلی این سازمان رائد فریدزاده است.

## پیشینه
اولین لایحه‌ی مرتبط به نمایش و سینما سی سال پس از ورود آن به ایران توسط وزارت داخله به هیأت دولت ارائه و تصویب شده است. تصویب قانون بلدیه در ۳۰ اردیبهشت ۱۳۰۹ جزو نخستین گام‌ها به‌منظور مدیریت ساختارمند و هدفمند سینما در ایران به‌شمار می‌آید. در سال‌های بعد، سياست‌‌گذاری امور سينمايي به عهده‌ی سازمان نمايش در وزارت كشور واگذار شده است و مأموريت اداره‌ی سالن‌ها و توليد فيلم از اسفند ۱۳۲۵ در اين سازمان پیگیری شده است. اين مأموریت پیش از تأسیس وزارت فرهنگ و هنر تا سال ۱۳۴۴ همچنان بر عهده وزارت كشور بوده است و در نهايت در خرداد سال ۱۳۴۵ تمامی اختيارات امور سینمایی به وزارت فرهنگ و هنر وقت واگذار شده است. از ايرج زندپور که در شهريور سال ۱۳۴۵ به‌عنوان مدیر امور سینمایی در وزارت فرهنگ و هنر منصوب شده است می‌توان به‌عنوان نخستین مسئول رسمی اداره‌ی امور سينمايي در ایران نام برد. با وقوع انقلاب اسلامي ایران در بهمن ۱۳۵۷، سينما با تحولات بنیادین ساختاری و ماهيتي مواجه گشت تا ماهیت ايراني-اسلامي پيدا کند. در این دوران از ۱۰ اسفند ۱۳۵۷ سينماها فعاليت خود را از سرگرفتند و به دليل نوپابودن انقلاب، مسئوليت سينماها به‌طور موقت به انجمن سينماداران محول شده است. فرودین سال ۱۳۵۸ مهندس محمدعلي نجفي به‌عنوان سرپرست اداره‌كل نظارت و نمايش (اداره‌كل ترويج و نمايش) تحت مديريت وزارت فرهنگ و آموزش عالي معرفي شده است. خرداد ماه همان سال نيز ادارات سينمايي مختلف وزارت فرهنگ و هنر سابق با يكديگر ادغام و زير نظر «وزارت فرهنگ و آموزش عالي» (تركيبي از دو وزارتخانه فرهنگ و هنر، و علوم و آموزش عالي) به كار خود ادامه داده‌اند. اما شهريور ۱۳۵۹ را مي‌توان زمان دقيق راه‌اندازي معاونت سينمايي به‌شمار آورد. زمانی‌که دكتر حسن عارفي كه پيش‌تر براي تصدي وزارت فرهنگ و آموزش عالي در كابينه‌ی محمدعلی رجایی رأی اعتماد گرفته است، مهدي كلهر را در مسئوليت حوزه معاونت سينمايي خود منصوب نموده است. اندکی پس از تصدی کلهر و بعد از او کمال حاج‌سیدجوادی، اداره‌ی حوزه‌ی سينما به وزارت فرهنگ و ارشاد اسلامي محول شد و فخرالدين انوار در سال ۱۳۶۲ درحالی به‌عنوان معاون سينمايي معرفی شد که تمامی امور سینمایی در زیرمجموعه‌ی وزارت فرهنگ و ارشاد اسلامی مدیریت می‌شد.

## سازمان سینمایی کشور
در زمان تصدی جواد شمقدری در دولت دهم بر معاونت سینمایی وزارت فرهنگ و ارشاد اسلامی، در پی مصوبه‌ی شورای عالی اداری در خصوص ادغام «معاونت امور سینمایی و سمعی و بصری وزارت فرهنگ و ارشاد اسلامی» و «پژوهشکده هنر و رسانه» «مؤسسه پژوهشی فرهنگ، هنر و ارتباطات» و تغییر عنوان آن به «سازمان امور سینمایی و سمعی و بصری کشور» (تصویب دی‌ماه ۱۳۸۹ – ابلاغ تیرماه ۱۳۹۰) این سازمان تشکیل شده است. مراسم افتتاحیه این سازمان در بهمن ۱۳۹۰ (ششمین روز سی‌امین دوره جشنواره فیلم فجر) در برج میلاد برگزار و این سازمان به‌طور رسمی آغاز به کار کرده است.

## ساختار سازمان سینمایی
سازمان سینمایی دارای سه معاونت اصلی است:
۱- معاونت ارزشیابی و نظارت سینمایی شامل:
- اداره‌کل نظارت بر عرضه و نمایش فیلم

- اداره‌کل نظارت بر تولید فیلم

- دفتر مجامع و تشکل‌های سینمایی

۲- معاونت توسعه فناوری و مطالعات سینمایی شامل:
- دفتر مطالعات، توسعه دانش و مهارت‌های سینمایی

- دفتر توسعه فناوری، سینمایی و سمعی و بصری

۳- معاونت مدیریت توسعه و منابع شامل:
- اداره‌کل امور اداری و پشتیبانی

- دفتر برنامه، بودجه و تحول اداری و امور مالی

- دفتر عملکرد و امور استان‌ها

۴- اداره‌کل همکاری‌های بین‌المللی و جشنواره‌ها
۵-	اداره کل روابط عمومی
۶-	فیلم خانه ملی ایران
دفتر ریاست و مدیریت حراست از واحدهای مستقل سازمان سینمایی به‌شمار می‌آیند. خانه سینما نیز به‌عنوان یک نهاد صنفی در قالب یک توافق‌نامه با سازمان سینمایی، وظیفه‌ی حمایت از فعالیت‌های جمعی و صنفی اصناف سینمایی و حمایت‌های بیمه‌ای و معیشتی سینماگران عضو را برعهده دارد.

## مؤسسات سازمان سینمایی
پنج مؤسسه به‌عنوان زیرمجموعه‌ی سازمان سینمایی فعالیت می‌کنند.
۱. بنیاد سینمایی فارابی: مسئول اجرای سیاست‌های فرهنگی سازمان سینمایی از طریق حمایت از تولید آثار.
۲. مرکز گسترش سینمای مستند و تجربی و پویا نمایی: با هدف حمایت از تولید و عرضه فیلم‌های مستند، تجربی و انیمیشن(پویا نمایی) فعالیت می‌کند.
۳. انجمن سینمای جوانان ایران: با 52 دفتر در سراسر کشور مسئولیت آموزش و تولید فیلم کوتاه را برعهده دارد.
۴. موسسه سینما شهر: تجهیز سالن‌های سینمایی را بر عهده دارد.
۵. موزه سینما: با هدف نگهداری از دستاوردهای ارزشمند سینمای ایران فعالیت می‌کند.
۶. گروه سینمایی هنر و تجربه: با هدف حمایت از نمایش‌های سینمایی فیلم های هنری، تجربی و غیر تجاری زیر نظر مرکز گسترش سینمای مستند تجربی و پویا نمایی فعالیت می‌کند. این گروه پیش‌تر در قالب موسسه هنر و تجربه فعالیت می‌کرد که با هدف چابک سازی در دولت سیزدهم با مرکز گسترش ادغام شد.

## جشنواره‌های سازمان سینمایی
سازمان سینمایی در حال حاضر چهار جشنواره‌ی اصلی با عناوین زیر را برگزار می‌کند.  
۱. جشنواره بین‌المللی فیلم فجر
۲. جشنواره بین‌المللی فیلم کودکان و نوجوانان
۳. جشنواره بین‌المللی سینما حقیقت
۴. جشنواره بین‌المللی فیلم کوتاه تهران

## مدیران
- رائد فریدزاده (۱۴۰۳–تاکنون)
- محمد خزاعی (۱۴۰۰-۱۴۰۳)[۲]
- حسین انتظامی (۱۳۹۷–۱۴۰۰)[۶]
- محمدمهدی حیدریان (۱۳۹۵–۱۳۹۷)
- حجت‌الله ایوبی (۱۳۹۲–۱۳۹۵)[۷]
- جواد شمقدری (۱۳۸۸–۱۳۹۲)

قبل از تأسیس سازمان:
- محمدرضا جعفری‌جلوه (۱۳۸۴–۱۳۸۸)
- محمدمهدی حیدریان (۱۳۸۲–۱۳۸۴)
- محمدحسن پزشک (۱۳۸۰–۱۳۸۲)
- سیف‌الله داد (۱۳۷۶–۱۳۸۰)
- سید عزت‌الله ضرغامی (۱۳۷۴–۱۳۷۶)
- مهدی فریدزاده (۱۳۷۳–۱۳۷۴)
- فخرالدین انوار (۱۳۶۲–۱۳۷۳)
- کمال حاج‌سیدجوادی(۱۳۶۱-۱۳۶۰)
- مهدی کلهر (۱۳۵۹–۱۳۶۰)
- محمدعلی نجفی (۱۳۵۹)
- حسین ترابی مشاور و سرپرست مرکز سینمایی و سمعی و بصری (۱۳۵۸-۱۳۵۹)